# Lithophane basidiluta
Lithophane basidiluta är en fjärilsart som beskrevs av Embrik Strand 1903. Lithophane basidiluta ingår i släktet Lithophane och familjen nattflyn. Inga underarter finns listade i Catalogue of Life.